# Запад (шхуна)
«Запад» — трехмачтовая парусно-моторная шхуна, ранее находившаяся в Архангельске при Государственном Северном морском музее в качестве памятника в честь северных деревянных парусных судов. Демонтирована после пожара в 2016 году.

## История
Построена в 1949 году в Финляндии в качестве репараций и передана в Эстонское пароходство, где перевозила грузы и использовалась как учебное судно.
Позднее передано Северному морскому пароходству (Архангельск), использовалось для перевозки грузов и пассажиров по линии Умба — Кандалакша, затем передано в Нарьян-Марский порт.
В 1953 году передано Архангельскому мореходному училищу, где на нём проходили практику курсанты мореходных училищ СССР, рейсы совершались в Белом и Баренцевом морях.
Использовалось при съемках фильма «Георгий Седов» (1974).
В 1980 году переоборудована в музей.
В 1983 году установлена на Красной пристани как памятник романтической эпохе парусного флота и символ первого порта России — Архангельска.
В 1993 году шхуна получила сертификат памятника науки и техники Ассоциации научно-технических музеев Российского национального комитета Международного совета музеев.
В июле 1998 года сильным порывом ветра все три мачты шхуны были сломаны.
В 2005 году исключена из списка музейных экспонатов Морского музея и стала объектом недвижимости на балансе музея.
В мае 2016 года на шхуне произошел пожар, установленная причина — поджог.
Затем был осуществлён демонтаж шхуны по причине её аварийного состояния. На месте шхуны оборудована площадка для прогулок.

## Галерея
- Реставрационные работы, 14 августа 2010 года